# Sedum pseudomulticaule
Sedum pseudomulticaule är en fetbladsväxtart som beskrevs av Hideaki Ohba. Sedum pseudomulticaule ingår i Fetknoppssläktet som ingår i familjen fetbladsväxter. Inga underarter finns listade i Catalogue of Life.